# Cervià de Ter
Cervià de Ter település Spanyolországban, Girona tartományban. Cervià de Ter Viladasens, Sant Jordi Desvalls, Sant Joan de Mollet, Bordils, Vilademuls és Sant Julià de Ramis községekkel határos. Lakosainak száma 997 fő (2024).

## Népesség
A település népessége az elmúlt években az alábbi módon változott:
| Lakosok száma | 340  | 892  | 793  | 705  | 627  | 730  | 889  | 934  | 968  | 997  |
|               | 1717 | 1887 | 1936 | 1960 | 1986 | 2004 | 2009 | 2014 | 2019 | 2024 |